# Diphlebia hybridoides
Diphlebia hybridoides är en trollsländeart som beskrevs av Tillyard 1912. Diphlebia hybridoides ingår i släktet Diphlebia och familjen Lestoideidae. Inga underarter finns listade i Catalogue of Life.

## Bildgalleri

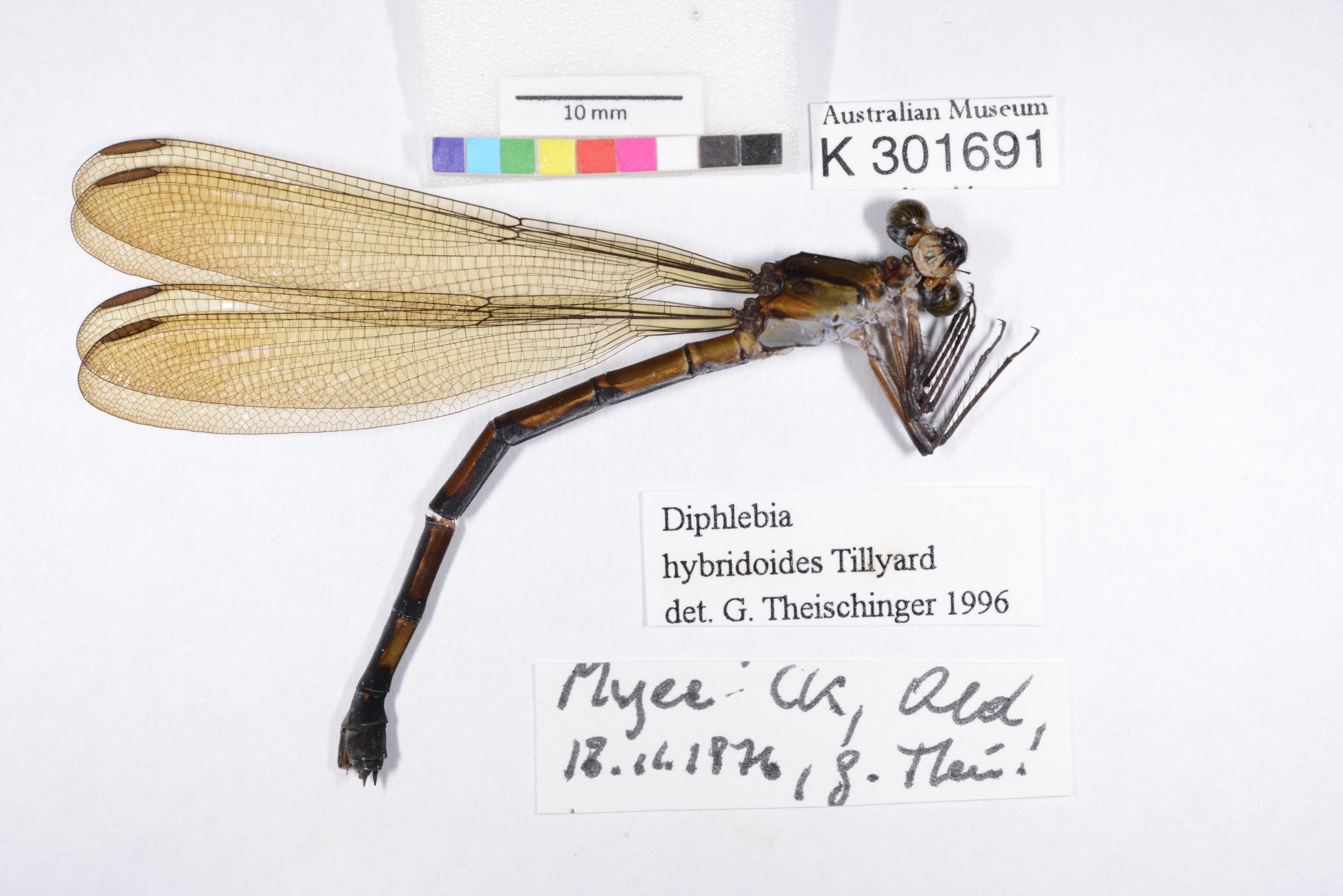